# Marguerite Beauchamp
Titres
Duchesse de Somerset
28 août 1443 – 27 mai 1444
(8 mois et 29 jours)
Comtesse de Kendal
28 août 1443 – 27 mai 1444
(8 mois et 29 jours)
Comtesse de Somerset
2 août 1441 – 27 mai 1444
(2 ans, 9 mois et 25 jours)
Baronne Welles
14 avril 1447 – 29 mars 1461
(13 ans, 11 mois et 15 jours)
Marguerite Beauchamp (1405/1410 - avant le 3 juin 1482) est la fille aînée de Sir John Beauchamp, 3e baron Beauchamp de Bletsoe, et de sa seconde épouse, Edith Stourton. Elle est la grand-mère maternelle d'Henri VII.

## Biographie
Marguerite Beauchamp, née vers 1410, est la fille de Sir John Beauchamp, 3e baron Beauchamp de Bletsoe (mort vers 1412-1414) et d'Edith Stourton (morte le 13 juin 1441), fille de Sir John Stourton .
En 1421, elle devient l'héritière de son frère, John Beauchamp, mort jeune et célibataire, dont elle hérite des manoirs dans le Wiltshire, dans le Dorset et dans le Bedfordshire, ainsi que les droits sur la baronnie de Beauchamp créée par convocation au Parlement adressée à son arrière-arrière-grand-père, Roger Beauchamp (mort le 3 janvier 1380).  

## Mariages et enfants
Elle épouse d'abord Sir Oliver St John (mort en 1437), fils et héritier de Sir John St John et d'Isabel Paveley, avec qui elle a deux fils et cinq filles : 
- Sir John St John de Bletsoe (décédé en 1513/14), qui épouse Alice Bradshagh, fille de Sir Thomas Bradshagh [5].
- Oliver St John (mort en 1497), qui épouse Elizabeth Scrope, veuve de Sir John Bigod et d'Henry Rochford, et fille d'Henry Scrope, 4e baron Scrope de Bolton, et d'Elizabeth le Scrope, fille de John Scrope, 4e baron Scrope de Masham [6].
- Edith St John, qui épouse Geoffrey Pole, belle-mère de Margaret Plantagenêt [7].
- Mary St John, qui épouse Sir Richard Frogenall [4].
- Elizabeth St John (morte avant le 3 juillet 1494) qui s'est mariée avant le 2 avril 1450, avec William la Zouche, 5e baron Zouche (mort le 25 décembre 1462), puis, avant le 10 décembre 1471, avec John Scrope, 5e baron Scrope de Bolton (décédé le 17 août 1498) [4].
- Agnes St John, qui épouse David Malpas [4].
- Margaret St John, abbesse de Shaftesbury [4].

Elle épouse en secondes noces, après le 2 août 1441, Jean Beaufort, 1er duc de Somerset, avec qui elle a une fille :
- Marguerite Beaufort, comtesse de Richmond et de Derby, qui épouse Edmond Tudor, 1er comte de Richmond, avec qui elle a Henry VII.

Elle se marie ensuite, par licence datée du 14 avril 1447, avec Lionel de Welles, 6e baron Welles, avec qui elle a un fils : 
- John Welles, 1er vicomte Welles, qui épouse Cécile d'York, la fille d'Edouard IV d'Angleterre [8].

Elle est enterrée avec son deuxième mari à Wimborne Minster dans le Dorset.

## Représentations dans la fiction
Margaret Beauchamp figure en bonne place dans le roman de Philippa Gregory de 2010 The Red Queen, et est interprétée par Frances Tomelty dans son adaptation télévisée de 2013 The White Queen. Gregory inclut également Marguerite Beauchamp dans son roman précédent de 2011 The Lady of the Rivers.

## Sources
- (en) Cet article est partiellement ou en totalité issu de l’article de Wikipédia en anglais intitulé « Margaret Beauchamp of Bletso » (voir la liste des auteurs).
- (en) George Edward Cokayne, The Complete Peerage, edited by Vicary Gibbs, vol. II, London, St. Catherine Press, 1912, 44–5 p.